# Harlem Hamfats
Les Harlem Hamfats est un groupe américain de jazz, basé à Chicago et existant entre 1936 et 1938. Au départ, ils assurent principalement des accompagnements musicaux à des chanteurs de jazz et de blues, tels que Johnny Temple, Rosetta Howard et Frankie Jaxon, pour Decca Records. Ils connaissent le succès avec leur premier disque, Oh ! Red, et ils se lancent alors dans une carrière d'enregistrement réussie en jouant de la musique dansante.

## Historique
Les Hamfats, malgré leur nom, sont basés à Chicago. Ils sont réunis par le producteur de disques et entrepreneur J. Mayo Williams dans le but d'enregistrer des disques et, sont un des premiers groupes à être ainsi créé. Aucun des membres du groupe n'est en réalité originaire de New York. Kansas Joe McCoy (guitare, chant) et son frère Papa Charlie McCoy (guitare, mandoline) sont originaires du Mississippi, Herb Morand (en) (trompette, chant), John Lindsay (basse) et Odell Rand (clarinette) viennent de la Nouvelle-Orléans , Horace Malcolm (piano), Pearlis Williams (batterie) et Freddie Flynn (batterie) sont eux originaires de Chicago.
Les origines géographiques diverses des musiciens ont joué un rôle dans le son du groupe, qui mélangeait le blues, le dixieland et le jazz swing. Dirigé par Herb Morand et Joe McCoy, les principaux auteurs-compositeurs, le groupe assure d'abord l'accompagnement instrumental de l'écurie d'artistes de Williams, dont Frankie Jaxon, Rosetta Howard et Johnny Temple. Il s'agit peut-être du premier groupe d'enregistrement en studio à devenir un groupe de scène à part entière, et il enregistre énormément.
Leurs premiers succès est Oh ! Red, enregistré en avril 1936, et Let's Get Drunk and Truck, titre à l'origine de Tampa Red, enregistré en août de la même année. Le succès de Oh ! Red leur permet d'avoir un un contrat avec Decca Records pour cinquante titres. Le titre est ensuite repris par Count Basie, The Ink Spots, Blind Willie McTell, Blind Boy Fuller et Bull City Red, divers autres groupes de western swing et Howlin' Wolf. Certains de leurs autres enregistrements, comme We Gonna Pitch a Boogie Woogie, annoncent plus clairement les rythmes du rock 'n' roll. Leur œuvre la plus reconnaissable est peut-être la chanson de jazz moderne Why Don't You Do Right, écrite par Joe McCoy et figurant sur leur disque de 1936 sous le titre The Weed Smoker's Dream. La chanson contient de nombreuses références aux drogues. Les paroles ont été modifiées par la suite et l'air a été affiné. Lil Green l'a enregistrée en 1941 sous le titre Why Don't You Do Right, une chanson sur une maîtresse complice et son amant fauché, et Peggy Lee l'a enregistrée plus tard avec l'orchestre de Benny Goodman.
En 1939, le chanteur Herb Morand retourne à la Nouvelle-Orléans et l'évolution de la mode rend le son des Harlem Hamfats moins attrayant sur le plan commercial. Le groupe n'est pas considéré comme le plus novateur de l'époque et nombre de ses œuvres originales sont du dirty blues (en) et traitent du sexe, de la drogue et de l'alcool, notamment dans les titres Gimme Some of that Yum Yum et Let's Get Drunk and Truck, ce qui a peut-être empêché sa musique d'être plus largement diffusée. Cependant, en tant que petite formation jouant de la musique divertissante principalement pour la danse, il est considéré comme un contributeur important au jazz des années 1930, et son style précoce basé sur des riffs allait ouvrir la voie au son des petites formations de Louis Jordan quelques années plus tard, au rhythm and blues, et plus tard au rock 'n' roll.

## Membres
- Kansas Joe McCoy (1905-1950) : guitare, chant ;
- Papa Charlie McCoy (1909-1950) : guitare, mandoline ;
- Herb Morand (en) (1905-1952) : trompette, chant ;
- John Lindsay (1894-1950) : basse ;
- Odell Rand (1905-1960) : clarinette ;
- Horace Malcolm (1910-?) : piano ;
- Freddie Flynn (1905-1980) : batterie, en 1937 et 1938[8] ;
- Pearlis Williams (1909-1999) : batterie, en 1936 et 1937[8].

## Discographie
Les Harlems Hamfats ont enregistré 49 singles durant leur carrière de 1936 à 1939

### Compilations
| Année | Titre                                         | Genre      | Label            |
| ----- | --------------------------------------------- | ---------- | ---------------- |
| 2004  | Let's Get Drunk and Truck                     | Swing jazz | Fabulous         |
| 1997  | Hamfats Swing 1936–1938                       | Swing jazz | EPM Musique      |
| 1994  | Harlem Hamfats, Vol. 4 Oh Rider               | Swing jazz | Document Records |
| 1994  | Harlem Hamfats Vol. 3 Rampart & Gravier Blues | Swing jazz | Document Records |
| 1994  | Harlem Hamfats, Vol. 2 Jam Jamboree           | Swing jazz | Document Records |
| 1994  | Harlem Hamfats, Vol. 1 Hamfat Swing           | Swing jazz | Document Records |